# FIFA Online
FIFA Online — футбольная игра из серии игр FIFA. Разрабатывалась южнокорейской фирмой Pmang и была выпущена Electronic Arts под брендом EA Sports. Закрытое бета-тестирование началось 3 февраля 2010 года, а в июне 2010 года началось открытое бета-тестирование. C 25 марта 2011 года проект закрыт.

## Описание
FIFA Online использует тот же игровой движок, что и FIFA 10, поэтому геймплей игры не отличается от FIFA 10. Основное управление ведётся мышью, но также присутствует возможность переключения управления на клавиатуру или геймпад. Игроку представляется возможность выбрать лигу и команду, а также управлять игроками. За каждый матч игроку начисляются очки опыта и монеты. После набора определённого количества очков опыта игроку присваивается новый уровень. На монеты можно покупать различные улучшения для своей команды, а также новых игроков.

### Режимы игры
League Mode: одиночный режим, позволяет игроку играть за свою команду в своей лиге. 

Versus Mode: онлайн режим, позволяет игроку играть за выбранную команду против других игроков сети. 

2010 FIFA World Cup: игрок выбирает страну, за которую будет играть, и ему предоставляется возможность играть за кубок или играть онлайн с другими игроками.

## Саундтреки
Список саундтреков был опубликован 18 июня 2010 года на официальном форуме игры.
- Buraka Som Sistema — «Restless»
- Fedde Le Grand feat. The Stereo MCs — «Wild & Raw»
- *’s Gold — «The World Is All There Is»
- Jonathan Boulet — «Ones Who Fly Twos Who Die»
- Latin Bitman — «The Instrumento»
- White Rabbits — «Percussion Gun»